# Veyo (Utah)
Veyo es un lugar designado por el censo situado en el condado de Washington, Utah  (Estados Unidos). Según el censo de 2010 tenía una población de 483 habitantes.

## Demografía
Según el censo de 2010, Veyo tenía una población en la que el 94,6% eran blancos, 0,0% afroamericanos, 0,8% amerindios, 0,4% asiáticos, 0,2% isleños del Pacífico, el 2,3% de otras razas, y el 1,7% pertenecían a dos o más razas. Del total de la población el 5,2% eran hispanos o latinos de cualquier raza.